# Associazione Calcio Reggiana 2004-2005
Questa voce raccoglie le informazioni riguardanti della Associazione Calcio Reggiana nelle competizioni ufficiali della stagione 2004-2005.

## La stagione
Muore l'ex presidente della Reggiana Chiarino Cimurri e Foglia resta al timone della società con Federico Spallanzani presidente. Il duo Giordano (allenatore) e Valentini (direttore sportivo) si avvale anche del contributo dell'esperto Pietro Leonardi, che entra in società, e vengono acquistati giocatori dal curriculum importante. Dalla Sambenedettese arriva a Reggio il bomber della categoria Borneo, assieme al centrocampista Napolioni. Torna De Vezze e con lui anche Minetti. Poi è la volta del portiere Paoletti, del terzino Redavid che si alternerà con il giovane Andrea Costa, del nigeriano Leke, del centrocampista Pederzoli, figlio di quel Pederzoli che giocò nella Reggiana di Fogli nel 1980-81, poi gli attaccanti Bertolini e De Florio.
La società vola bassa, ma la squadra appare forte. Intanto iniziano i lavori per la costruzione del centro commerciale ubicato sotto il settore distinti che resteranno chiusi per qualche anno, mentre per buona parte del campionato risultano inagibili anche le curve, tranne un piccolo settore destinato agli ospiti. Si ritiene che con la vendita dei diritti di superficie dell'area la Reggiana abbia ormai ripianato i suoi debiti. Intanto la squadra inanella una serie di risultati positivi e nello scontro del 10 ottobre 2004 col Napoli, in uno stadio ancora tutto aperto al pubblico e frequentato da quasi 20.000 tifosi (la metà partenopei), la Reggiana si impone per (2-0).
Nella gara col Benevento del 26 marzo 2005, un tifoso reggiano lancia un oggetto contundente contro un giocatore ospite a la gara viene data vinta a tavolino ai campani. I play off sono raggiunti grazie al (2-2) di Lanciano, ottenuto all'ultima del girone di ritorno. Nei Play-off la Reggiana deve incontrare l'Avellino spostandosi a Cremona (per l'indisponibilità del Giglio, divenuto un cantiere) e i granata, seguiti da 6.000 tifosi, sono sconfitti per (1-2), ma protestano per un gol annullato dall'arbitro. Ad Avellino nel ritorno finisce (2-2) e si qualificano i campani, per la finale col Napoli.

## Divise e sponsor
| Prima divisa | Seconda divisa |

## Rosa
| N. |                    | Ruolo | Calciatore           |
| -- | ------------------ | ----- | -------------------- |
|    | Nigeria (bandiera) | A     | Saidu Adeshina       |
|    | Italia (bandiera)  | C     | Stefano Bagalini     |
|    | Italia (bandiera)  | A     | Alberto Bertolini    |
|    | Italia (bandiera)  | A     | Luca Bonfanti        |
|    | Italia (bandiera)  | C     | Claudio Bonomi       |
|    | Italia (bandiera)  | A     | Costantino Borneo    |
|    | Italia (bandiera)  | D     | Omar Campana         |
|    | Italia (bandiera)  | D     | Andrea Costa         |
|    | Italia (bandiera)  | D     | Andrea Cottini       |
|    | Italia (bandiera)  | C     | Ciro Danucci         |
|    | Italia (bandiera)  | A     | Andrea Deflorio      |
|    | Italia (bandiera)  | C     | Daniele De Vezze     |
|    | Italia (bandiera)  | D     | Alessio D'Imporazano |
|    | Italia (bandiera)  | C     | Antonio Foschini     |
|    | Italia (bandiera)  | C     | Luigi Giandomenico   |
|    | Italia (bandiera)  | D     | Alessandro Grando    |

| N. |                    | Ruolo | Calciatore        |
| -- | ------------------ | ----- | ----------------- |
|    | Italia (bandiera)  | A     | Fabio Lauria      |
|    | Italia (bandiera)  | C     | Roberto Magnani   |
|    | Italia (bandiera)  | C     | Alessandro Marani |
|    | Italia (bandiera)  | A     | Flavio Marzullo   |
|    | Italia (bandiera)  | A     | Massimo Minetti   |
|    | Italia (bandiera)  | D     | Enrico Morello    |
|    | Italia (bandiera)  | C     | Marco Napolioni   |
|    | Italia (bandiera)  | D     | Raffaele Nuzzo    |
|    | Nigeria (bandiera) | D     | Mathew Olorunleke |
|    | Italia (bandiera)  | P     | Gabriele Paoletti |
|    | Italia (bandiera)  | C     | Alex Pederzoli    |
|    | Italia (bandiera)  | A     | Cristian Ranalli  |
|    | Italia (bandiera)  | C     | Vito Redavid      |
|    | Italia (bandiera)  | C     | Luigi Stillo      |
|    | Italia (bandiera)  | D     | Carlo Teodorani   |
|    | Italia (bandiera)  | D     | Orlando Urbano    |

## Risultati

### Campionato

#### Girone di andata
| Arbitro: | Lioce (Molfetta) |

|            |           |              |
| Borneo 52’ | Marcatori | 13’ Da Silva |

| Cittadella 19 settembre 2004 2ª giornata | Cittadella         | 0 – 0 | Reggiana | Stadio Piercesare Tombolato\| Arbitro: \| Didato (Agrigento) \| |
| Arbitro:                                 | Didato (Agrigento) |       |          |                                                                 |

| Arbitro: | Celi (Bari) |

|                                                         |           |  |
| De Vezze 9’ Bertolini 44’, 70’ Bonfanti 63’ Minetti 87’ | Marcatori |  |

| Arbitro: | Guerriero (Catanzaro) |

|            |           |                                         |
| Morleo 42’ | Marcatori | 15’ Bertolini 72’ Foschini 88’ Deflorio |

| Arbitro: | Ciampi (Roma) |

|                             |           |  |
| Deflorio 46’ Olorunleke 63’ | Marcatori |  |

| Arbitro: | Orsato (Schio) |

|              |           |              |
| Quadrini 43’ | Marcatori | 37’ Bonfanti |

| Avellino 24 ottobre 2004 7ª giornata | Avellino    | 0 – 0 | Reggiana | Stadio Partenio\| Arbitro: \| Celi (Bari) \| |
| Arbitro:                             | Celi (Bari) |       |          |                                              |

| Reggio Emilia 31 ottobre 2004 8ª giornata | Reggiana       | 0 – 0 | Sambenedettese | Stadio Giglio\| Arbitro: \| Marelli (Como) \| |
| Arbitro:                                  | Marelli (Como) |       |                |                                               |

| Chieti 7 novembre 2004 9ª giornata | Chieti               | 0 – 0 | Reggiana | Stadio Guido Angelini\| Arbitro: \| Cavarretta (Trapani) \| |
| Arbitro:                           | Cavarretta (Trapani) |       |          |                                                             |

| Arbitro: | Damato (Barletta) |

|                                                            |           |              |
| Ranalli 9’ Borneo 33’ (rig.), 74’ Deflorio 43’ Redavid 55’ | Marcatori | 79’ Da Silva |

| Benevento 21 novembre 2004 11ª giornata | Sporting Benevento | 0 – 0 | Reggiana | Stadio Santa Colomba\| Arbitro: \| Orsato (Schio) \| |
| Arbitro:                                | Orsato (Schio)     |       |          |                                                      |

| Arbitro: | Gentile (Termoli) |

|            |           |  |
| Borneo 58’ | Marcatori |  |

| Arbitro: | Velotto (Grosseto) |

|  |           |               |
|  | Marcatori | 13’ Ricchiuti |

| Arbitro: | Ciampi (Roma) |

|  |           |                         |
|  | Marcatori | 48’ Costa 55’ Napolioni |

| Arbitro: | Salati (Trento) |

|               |           |  |
| Bertolini 61’ | Marcatori |  |

| Arbitro: | Giglioni (Siena) |

|                           |           |              |
| La Canna 28’ Consonni 65’ | Marcatori | 51’ Deflorio |

| Reggio Emilia 6 gennaio 2005 17ª giornata | Reggiana            | 0 – 0 | Lanciano | Stadio Giglio\| Arbitro: \| Gervasoni (Mantova) \| |
| Arbitro:                                  | Gervasoni (Mantova) |       |          |                                                    |

#### Girone di ritorno
| Arbitro: | Gava (Conegliano) |

|                  |           |              |
| Cellini 55’, 83’ | Marcatori | 78’ Foschini |

| Arbitro: | Prato (Lecce) |

|             |           |             |
| Campana 73’ | Marcatori | 35’ Sgrigna |

| Arbitro: | Pierpaoli (Firenze) |

|  |           |            |
|  | Marcatori | 90’ Lauria |

| Reggio Emilia 30 gennaio 2005 21ª giornata | Reggiana          | 0 – 0 | Sora | Stadio Giglio\| Arbitro: \| Forconi (Aprilia) \| |
| Arbitro:                                   | Forconi (Aprilia) |       |      |                                                  |

| Arbitro: | Orsato (Schio) |

|                      |           |  |
| Abate 13’ Calaiò 51’ | Marcatori |  |

| Arbitro: | Marelli (Como) |

|                                                   |           |                        |
| Giandomenico 5’ Adeshina 80’ (rig.) Napolioni 84’ | Marcatori | 78’ Bondi 89’ Favasuli |

| Arbitro: | Gervasoni (Mantova) |

|                  |           |                      |
| Giandomenico 11’ | Marcatori | 90+3’ (rig.) Moretti |

| Arbitro: | Crugliano (Crotone) |

|                |           |  |
| Bogliacino 23’ | Marcatori |  |

| Arbitro: | Fugante (Macerata) |

|                           |           |  |
| Deflorio 4’ Bertolini 80’ | Marcatori |  |

| Arbitro: | Marelli (Como) |

|                                     |           |                          |
| Campolattano 1’ Da Silva 86’ (rig.) | Marcatori | 45’ Minetti 52’ Adeshina |

| Arbitro: | Salati (Trento) |

|            |           |  |
| Minetti 9’ | Marcatori |  |

| Arbitro: | Celi (Bari) |

|                       |           |  |
| Cristofari 21’, 90+2’ | Marcatori |  |

| Rimini 17 aprile 2005 30ª giornata | Rimini            | 0 – 0 | Reggiana | Stadio Romeo Neri\| Arbitro: \| Herberg (Messina) \| |
| Arbitro:                           | Herberg (Messina) |       |          |                                                      |

| Arbitro: | Vuoto (Livorno) |

|                  |           |  |
| Adeshina 1’, 17’ | Marcatori |  |

| Padova 1º maggio 2005 32ª giornata | Padova        | 0 – 0 | Reggiana | Stadio Euganeo\| Arbitro: \| Ciampi (Roma) \| |
| Arbitro:                           | Ciampi (Roma) |       |          |                                               |

| Arbitro: | Scoditti (Bologna) |

|                                      |           |                         |
| Adeshina 31’ Borneo 75’ Deflorio 85’ | Marcatori | 13’ Selva 62’ Altobelli |

| Arbitro: | Lops (Torino) |

|                      |           |                         |
| Nassi 13’ Soncin 36’ | Marcatori | 28’ Deflorio 43’ Borneo |

### Play-off
| Arbitro: | Lops (Torino) |

|              |           |                    |
| De Vezze 17’ | Marcatori | 7’, 10’ Biancolino |

| Arbitro: | Orsato (Schio) |

|                               |           |                        |
| Ghirardello 6’ V. Moretti 44’ | Marcatori | 27’, 35’ (rig.) Lauria |

### Coppa Italia

#### Girone E
| Arbitro: | Fiori (Perugia) |

|                                   |           |           |
| Bonuccelli 56’ (rig.) Vignati 64’ | Marcatori | 50’ Azeez |

| Reggio Emilia 18 agosto 2004 2ª giornata | Reggiana       | 0 – 0 | Spezia | Stadio Giglio\| Arbitro: \| Marelli (Como) \| |
| Arbitro:                                 | Marelli (Como) |       |        |                                               |

| Arbitro: | Ferrandini (Sondrio) |

|                          |           |                     |
| Federici 24’, 55’ (rig.) | Marcatori | 90+1’ (rig.) Borneo |

| Arbitro: | Candussio (Cervignano del Friuli) |

|                   |           |              |
| Henry Okoroji 49’ | Marcatori | 85’ Ghizzani |

| 1º settembre 5ª giornata |  | – Turno di riposo Reggiana |  |  |